# Yō Tomita
Yō Tomita (富田 庸, Tomita Yō, 17 décembre 1961) est un musicologue japonais, spécialiste de Jean-Sébastien Bach. Il est professeur à l'université Queen's (School of Creative Arts) de Belfast, département de musicologie.

## Carrière
Yō Tomita naît dans la préfecture de Fukushima, au Japon. Il suit sa scolarité à l’école secondaire Asaka, puis est diplômé en piano, de l'académie de musique de Musashino en 1984. En 1990, il présente sa thèse de doctorat à l'université de Leeds au Royaume-Uni, sur le second volume du Clavier bien tempéré de Bach. Depuis 1995, Yō Tomita réside en Irlande du Nord. Il est l'éditeur du volume 2, de l'édition du Clavier bien tempéré chez Henle.
Les études de Yō Tomita sont diffusées largement en ligne (en anglais et en japonais), notamment par son site web. En outre, il écrit les notices des disques de Masaaki Suzuki.

## Écrits

### Ouvrages
- (en) J. S. Bach’s ‘Das Wohltemperierte Clavier II’ : A Study of its Aim, Historical Significance and Compiling Process, Leeds, University of Leeds, septembre 1990 (lire en ligne [PDF])
- (en) Yo Tomita, J. S. Bach’s ‘Das Wohltemperierte Clavier II’ : A Critical Commentary, vol. 2 : All the extant manuscripts, Leeds, Household World Publisher, 1995, 1033 p. (ISBN 978-0-9521516-7-8, OCLC 313150901, lire en ligne [PDF]), p. 49–56 ; 57–78
- (en) Bach, Burlington, Ashgate, coll. « The Baroque composers », 2010, xxxvii, 574 (ISBN 978-0-7546-2891-0, OCLC 729981687)
- Exploring Bach's B-minor Mass, Cambridge, Cambridge University Press, 2013 (ISBN 9781139047661, OCLC 949922692)
- The Cambridge Bach Encyclopedia, Cambridge University Press, 2014
- The Genesis and Early History of Bach's Well-tempered Clavier, Book II: a composer and his editions, c.1738-1850, Ashgate

### Articles
- « The Implications of Bach’s Introduction of New Fugal Techniques and Procedures in The Well-Tempered Clavier Book Two », dans Understanding Bach no 6 (2011), p. 35–50 [lire en ligne][PDF]